# Situ Gunung
Situ Gunung är en sjö i Indonesien.   Den ligger i provinsen Jawa Barat, i den västra delen av landet, 70 km söder om huvudstaden Jakarta. Situ Gunung ligger 1 017 meter över havet.I omgivningarna runt Situ Gunung växer i huvudsak städsegrön lövskog.